# سه دختر او
سه دختر او یک فیلم درام آمریکایی محصول سال ۲۰۲۳ به نویسندگی و کارگردانی آزازل جیکوبز است. در این فیلم کری کون، ناتاشا لیون و الیزابت اولسن در نقش سه خواهر جدا شده ای هستند که برای مراقبت از پدر بیمارشان به هم می آیند. رودی گالوان خوزه فبوس، جاسمین بریسی، جی او سندرز و جووان آدپو دیگر ستارگان این فیلم هستند.
این فیلم برای اولین بار در جشنواره بین‌المللی فیلم تورنتو در ۹ سپتامبر ۲۰۲۳ به نمایش درآمد و در تاریخ ۶ سپتامبر ۲۰۲۴ در سینماهای منتخب ایالات متحده اکران شد، این فیلم در تاریخ ۲۰ سپتامبر ۲۰۲۴ از سرویس آنلاین پخش فیلم نتفلیکس به صورت آنلاین نیز منتشر شد.

## بازیگران
- کری کون در نقش کتی
- ناتاشا لیون در نقش راشل
- الیزابت اولسن در نقش کریستینا
- جی او سندرز در نقش وینسنت
- جوان آدپو در نقش بنجی
- رودی گالوان در نقش فرشته
- خوزه فبوس در نقش ویکتور
- جاسمین بریس در نقش پرستار

### پخش
سه دختر او در جشنواره بین المللی فیلم تورنتو در ۹ سپتامبر ۲۰۲۳ به نمایش درآمد. در اکتبر ۲۰۲۳، نتفلیکس حق پخش جهانی فیلم را به مبلغ ۷ میلیون دلار به دست آورد و برنامه ریزی کرد تا در تاریخ ۶ سپتامبر ۲۰۲۴ در سینماهای منتخب اکران شود.  همچنین این رسانه پخش آنلاین این فیلم را برای تاریخ ۲۰ سپتامبر ۲۰۲۴ برنامه ریزی کرد.